# Хубен Черкелов
Хубен Черкелов, (на български: Хубен Черкелов; известен като Houben R.T.; американец, роден в България на 23 януари 1970 г.) е художник и експериментален художник, който живее и работи в Ню Йорк. В ранните му фотографии, филми и инсталации посткомунистическата България и българското изкуство са повтаряща се тема. В по-новите си работи Черкелов рисува образи от американска и други национални валути, използвайки техниките на импасто, глазура, фолио, акрил и акварел. В цялото си творчество художникът се стреми да внуши начина, по който символните изображения легитимират националната власт.[1]

## Биография и творчество
Хубен Черкелов е роден на 23 януари 1970 г. в Кърджали, град в Югоизточна България. Черкелов учи живопис в Националната художествена академия в София, столицата на България, и е свързан с радикалното движение около галерия XXL.[2]
Ранните творби на Черкелов в София анализират пространството и жизнените структури в едно общество, преминаващо веднага към нова социална система и свикващо с бързите темпове на глобализацията. Замръзване, изложба на замразени животни от 1994 г. в Националния природонаучен музей в София (България) посочи умиращото състояние на музеите в България, силно разминаващо се с нормалното темпо на събитията.[3] Може би най-известната творба на Черкелов от поредицата му интервенции е Suitable Suit, видео кадър от който служи като корица на Menschenbilder: Foto- und Videokunst aus Bulgarien.[4] В това видео художникът се движи през поле в костюм, който е много по-голям. Анализът на Черкелов за българското общество кулминира в Риалити Шоу (1998), видео, което с многобройни препратки към историята на изкуството сатиризира охолството и упадъка на международната филмова и музикална индустрия, пренесени в София.[5]
През 1995 г. Черкелов учи рисуване с импасто при Йорг Имендорф в Амстердам със субсидия от фондация „Феликс Меритис“.[6] Едва когато пристигна в Ню Йорк през 2000 г. обаче, той започна да работи изключително с тази техника.[7] Изкуствокритикът Елинор Хартни, във въведение към серията картини на Черкелов от импасто, базирани на изображения от валута, пише, че те представят „символи, добити от американската валута като ключове за разбиране на националните мечти и фантазии.“ [8] Концентрирайки се върху детайлите както в новите, така и в старите форми на парите, Черкелов „изкопава техните значения и противоречия, разкривайки подсъзнателната сила, която притежават изображенията на валутата.“ [9] Художник, музикантът и изпълнител Дженезис П-Оридж пише за една от картините на Черкелов, че „сякаш експлодира с чисто изобилие“. Той продължава: „Чудим се как художникът е хванал жив дух в картината и въпреки това е запазил щастието си!“ [10]
Черкелов цитира паниката в българския банков сектор през 90-те години, която принуди правителството да девалвира националната валута, лева, като премахне трите нули, като първоначален тласък, който тласна неговото разглеждане, от естетическа гледна точка, на символичната сила на парите.[11] Той също така посочва пристигането си в Ню Йорк като имигрант и зависимостта му от монети, за да се обажда от телефонни автомати, тъй като „оставил [му] усещането за комуникация“ и че парите са компонент на изразяването. [12] Културният критик Georgette Gouveia отбелязва, че естетиката на Houben "е свързана с поп изкуството от 20-ти век, но вместо да се фокусира върху произведените кутии за Pepsi-Cola или Brillo, както прави Уорхол, той се фокусира върху финансовите инструменти, които са двигатели на богатството." [13]
През 2011 г. Хубен е избран да представлява България на 54-ото Венецианско биенале.[14]
През февруари и март 2018 г. Хубен организира самостоятелни изложби в Националната художествена галерия (България), Софийския арсенал и Националния археологически музей (България), и двете в София.[15][16] В интервюта Houben беше помолен да говори за ролята на изкуството в ерата на дигитализацията и биткойните. Мисията на изкуството "е в статиката - да спре летящото време, да говори с миналото и с бъдещето", каза Черкелов. „За да не се превърнем в ефимера, за разлика от вградената взаимозаменяемост на почти всичко, което ни заобикаля. След 25 години изкуственият интелект ще направи много професии излишни, но ще има място за традиционната човешка дейност, която не може да бъде умножена или създадена от роботи.“[17]
От ноември 2020 г. до март 2021 г. Хубен изнесе самостоятелна изложба в Музея на хумора и сатирата в Габрово, България. Директорът на музея Маргарита Доровска описа творбите на Хубен като „отвъд щедри към зрителя“, който е „принуден да се движи и въпреки това никога не е сигурен, че е видял всичко“. За да преживеете творбите на Хубен, „човек трябва да се движи, да промени позицията си, да изчерпи пространствените отношения и все още ще има неуловим остатък.“ [18]
По време на самостоятелна изложба в Тайван в галерия InSian, Houben обясни вдъхновението за своята работа: „Сега съм в Ню Йорк, където вече нищо не се произвежда. Остават само финансови услуги. Ето защо искам да отразя това в моето изкуство. В известен смисъл аз съм традиционен художник, рисуващ всичко около себе си. Това е влиянието на глобалните финанси.“ [19]
Както изкуствоведът Си Чен, във въведение към каталога за тази изложба, заявява: „Художникът, чрез финансовите символи, присъщи на валутата – и колективната памет, която тези символи отразяват – препраща към течния обмен и превода между изкуство и финанси.“ [20] За същата изложба Кристиан Виверос-Фауне описва творчеството на Хубен като „глобална съкровищница“ от изображения, които „изобразяват парите като явление, което е .
Картина на Хубен Черкелов, изобразяваща 1 долар,  достигна 24 хиляди долара на търг в Тайван. 

## Изложби
- 2009: Awakenings, Spattered Columns, New York[1]
- 2008: Singular, Luxe Gallery, New York[2]
- 2007: Houben R.T.: Works from the Brogan Museum of Art, DTR Modern Galleries, Boston
- 2006: Hockney and Houben: Interpretations, DTR Modern Galleries, Boston[3]
- 2005: Its Not about Sex, Luxe Gallery, New York
- 2005 The Next Generation: Contemporary Expressions of Faith, Museum of Biblical Art (MOBIA); New York[4]
- 2003: Export-Import. Contemporary Art from Bulgaria, СГХГ, София
- 2001: Looming up – Junge Kunst aus Bulgarien, Kunsthalle Exnergasse, Wien[5]
- 1994: Косьо Минчев и Хубен Черкелов, Галерия Ата-Рай, София
- 1994: СПИН, Галерия Студио Спектър, София

## За него
- Cynthia Hollis. „Houben R. T.“ Currency: Art as Money, Money as Art. The Mary Brogan Museum of Art and Science. Tallahassee, Florida. 2006, p. 9
- Kamen Balkanski. Sofia Houben Tcherkelov. Interventions in various fields of life. SIKSI, The Nordic Art Review XII, No. 4, 1997, pp. 78–81
- Marina Grzinic. „Out of Sofia“. Momentaufnahmen in der bulgarischen Videokunstszene 1998. springerin, Hefte für Gegenwartskunst, 1/99